# Сазман, Хелен
Хелен Сазман (англ. Helen Suzman; фамилия до брака — Гавронская, англ. Gavronsky; 7 ноября 1917, Джермистон, Гаутенг, ЮАС — 1 января 2009, Йоханнесбург, ЮАР) — южноафриканский политик леволиберального толка и борец против апартеида.

## Биография
Родилась в семье еврейских иммигрантов Фриды Давид (из Гольдингена Курляндской губернии) и Самуила Гавронского (из Кликоли Ковенской губернии). Обучалась экономике в Университете Витватерсранда. В двадцать лет она вышла замуж за Мозеса Сазмана, который был много старше её и родила двух дочерей. Её племянница, Джанет Сазман, стала известной в Англии актрисой. В 1944 она стала преподавать в университете. В 1953 она была избрана в парламент от оппозиционной Объединённой партии, в 1959 перешла в либеральную Прогрессивную партию (в 1961—1974 — единственный депутат от этой партии).
Сазман была одним из немногих белых политиков, критиковавших политику апартеида. Долгое время она была единственным депутатом, выступавшим с критикой политики Национальной партии. Впоследствии оппозиция апартеиду в ЮАР возросла, и Прогрессивная партия объединилась с Реформистской партией, а затем с либеральным крылом Объединённой партии, образовав Прогрессивную федеральную партию и упрочила своё положение в парламенте. Хелен Сазман перестала быть депутатом в 1989.
В рамках собственной партии Хелен Сазман нередко сталкивалась во взглядах с другим активным борцом против апартеида, Гарри Шварцем, занимавшим в других вопросах правые позиции, из-за чего внутрипартийные предвыборные дебаты той поры получили прозвище «шоу Хелен и Гарри».
Сазман неоднократно посещала в тюрьме Нельсона Манделу. Впоследствии она присутствовала при подписании им новой конституции страны в 1996.

## Награды
Хелен Сазман была почётным доктором 27 университетов в разных частях света. Её кандидатура дважды выдвигалась на Нобелевскую премию мира, а в 1989 королева Великобритании Елизавета II наградила её орденом Британской империи, однако Сазман не получила дворянского звания, поскольку ЮАР в тот момент не была членом Содружества.
В телевизионном проекте 100 великих южноафриканцев она заняла 24-е место.